# Internazionali di Francia 1933
Gli Internazionali di Francia 1933 (conosciuti oggi come Open di Francia o Roland Garros) sono stati la 38ª edizione degli Internazionali di Francia di tennis. Si sono svolti sui campi in terra rossa dello Stade Roland Garros di Parigi in Francia.
Il singolare maschile è stato vinto da Jack Crawford, che si è imposto su Henri Cochet in tre set col punteggio di 8–6, 6–1, 6–3. Il singolare femminile è stato vinto da Margaret Scriven, che ha battuto in tre set Simonne Mathieu. Nel doppio maschile si sono imposti Pat Hughes e Fred Perry. Nel doppio femminile hanno trionfato Simonne Mathieu e Elizabeth Ryan. Nel doppio misto la vittoria è andata a Margaret Scriven in coppia con Jack Crawford.

## Seniors

### Singolare maschile
Jack Crawford ha battuto in finale  Henri Cochet con il punteggio di 8–6, 6–1, 6–3.

### Singolare femminile
Margaret Scriven ha battuto in finale  Simonne Mathieu con il punteggio di 6–2, 4–6, 6–4.

### Doppio maschile
Pat Hughes /  Fred Perry hanno battuto in finale  Adrian Quist /  Vivian McGrath con il punteggio di 6–2, 6–4, 2–6, 7–5.

### Doppio Femminile
Simonne Mathieu /  Elizabeth Ryan hanno battuto in finale  Sylvie Jung Henrotin /  Colette Rosambert con il punteggio di 6–1, 6–3.

### Doppio Misto
Margaret Scriven /  Jack Crawford hanno battuto in finale  Betty Nuthall /  Fred Perry con il punteggio di 6–2, 6–3.